# Ronja Huygens
Ronja Huygens is een personage uit de Nederlandse soapserie Goede tijden, slechte tijden. Ronja werd gespeeld door actrice Alexandra Alphenaar en debuteerde op 22 mei 2008. Alphenaar zou de serie op 28 mei 2010 verlaten. Het personage Ronja maakte deel uit van de familie Huygens, waarvan alle vier de acteurs werden geïntroduceerd op 22 mei 2008. Twee jaar later werd ook de hele familie weer ontslagen.

## Algemene informatie
Ronja werd gelijktijdig geïntroduceerd met de familie Huygens waar ook Irene Huygens, Martijn Huygens en Dex Huygens bij horen. De beste vrienden van Ronja zijn Charlie Fischer, Sjors Langeveld en Lucas Sanders. Ronja had relaties met Bing Mauricius en Danny de Jong. Daarna werd ze verliefd op Isabella.

## Het leven van Ronja
Ronja kwam meteen de serie in als een karakter dat heel erg vrolijk is. Ronja is afgestudeerd aan Nyenrode en werkte vanaf dat moment onder leiding van Jack van Houten. Eerst kreeg Ronja een relatie met André, die al na een half jaar over was.
Toen Ronja als manager van Teluma werkte, werd ze verliefd op Bing Mauricius. Nadat Ronja en Bing het hadden uitgemaakt, bleek dat Ronja zwanger was. Na enkele weken besloot ze tot tegenzin van Bing om over te gaan tot abortus.
Toen Ronja op weg was naar haar werk, kwam ze een man tegen op een scooter die haar aanreed. Hij hielp Ronja weer op weg en ze werden meteen verliefd op elkaar. Wat Ronja niet wist, was dat ze op dezelfde persoon verliefd was als haar beste vriendin, Charlie Fischer. Toen ze zelf merkte dat ze beiden op deze Danny de Jong verliefd waren, wilden Charlie en Ronja Danny allebei hebben. Na een avondje stappen kregen Danny en Ronja een langdurige relatie. Maar toen bleek er nog een kaper op de kust, namelijk Sjors Langeveld, ook een goede vriendin van Ronja. Omdat Sjors elke dag met Danny aan zijn boek werkte was Sjors heel erg teleurgesteld dat Ronja een relatie had met Danny, omdat ze zelf ook verliefd was op Danny. Uiteindelijk probeerde Sjors Danny juist te ontlopen en te stoppen met het meewerken aan het boek. Toen Sjors de moed had opgegeven en Ronja had gevraagd of ze weer wou meewerken aan het boek, zei Sjors dat ze dat maar beter niet kon doen.